# Brattlitunnel
Der Brattlitunnel (norwegisch Brattlitunnelen) ist ein einröhriger Straßentunnel durch das Storfjell zwischen Indre Tysfjorden und Tømmeråsfjorden in der Kommune Narvik in der Provinz Nordland in Norwegen.
Der Tunnel im Verlauf des Riksvei 827 ist 3606 m lang und stellt eine wichtige Verbindung für die Anbindung der Ortschaft Kjøpsvik an die Stadt Narvik dar. Ebenso kann die Strecke durch den Tunnel als alternative Route zur Europastraße 6 über Bognes Ferjekai verwendet werden.
Am 17. Januar 2013 kam es im Tunnel zum Brand eines mit 27 Tonnen Braunkäse beladenen Lastwagens. Der Brand dauerte vier Tage lang an, da der fett- und zuckerhaltige Käse nach entsprechender Hitzeentwicklung wie Treibstoff den Brand befeuerte. Es gab keine Verletzten, aber der Tunnel war nach dem Brand über 4 Wochen lang komplett gesperrt. Zunächst mussten Geologen die Stabilität des Tunnels prüfen, da die große Hitzeentwicklung das Gestein brechen ließ. Anschließend fanden erste Reparaturarbeiten statt, um die wichtige Verkehrsader ab dem 22. Februar 2013 für langsamfahrenden Verkehr notdürftig wieder öffnen zu können. Die gesamte Instandsetzung dauerte letztlich zwei Jahre an und der beim Brand entstandene Sachschaden summierte sich auf ca. 40 Millionen NOK.
Das Thema des Tunnelbrandes aus 2013 fand auch Eingang in den norwegischen Katastrophenfilm Tunnelen (dt. The Tunnel – Die Todesfalle) aus dem Jahr 2019, in dem ein in Brand geratener Lastwagen den fiktiven Storfjelltunnel in ein Inferno verwandelt.